# Háromkirályok imádása (Bosch-kép)
A Háromkirályok imádása Hieronymus Bosch oltárképe, amely a madridi Prado gyűjteményének rész.

## Keletkezése
Az 1494-ben festett Háromkirályok imádása egy hármasoltár belső oldalait díszíti, míg a szárnyak hátlapján, amikor a műtárgy zárt állapotban van, Szent Gergely miséje látható. 

### A szárnyak
A bal oldali szárny belső oldalán az oltárkép egyik megrendelője, az antwerpeni Peeter Scheyfve látható, akit Szent Péter oltalmaz. Az apostol mögött arany betűkkel olvasható a gazdag kereskedő jelmondata: Egy mindenkiért (Een voert al). A jobb oldali szárnyon egy másik adományozót, Scheyfve második feleségét, Agneese de Grammét örökítette meg Bosch Szent Ágnes társaságában.

### A középső panel
A kép középső paneljének alsó felén látható, ahogy a napkeleti bölcsek átadják ajándékaikat a gyermek Jézussal az ölében ülő Szűz Máriának. A gyermekével ülő Mária ábrázolása Jan van Eyck művészetét idézi.
A találkozásra egy brabanti kunyhó előtt kerül sor. A bölcsek ajándékait és öltözetét az Ószövetségből vett jelenetek díszítik. Bosch a pompás ruhák és a gazdag ajándékok megfestésekor  páratlan kézügyességére támaszkodott: ecsetvonásai helyenként olyan finomak, hogy úgy tűnnek, mintha rajzolva volnának. Az első bölcs ajándéka már Szűz Mária lábánál áll, sisakja tőle jobbra, a földön. Az ajándék egy asztali dísz, amely arany és gyöngyök felhasználásával készült; Izsák feláldozását ábrázolja. Ez Jézus kereszthalálának előrevetítése lehet, ezt a felvetést erősíti, hogy az asztali dísz varangyokon nyugszik, ami utalás a bűnre.
A köpenye felső részén fémes, ezüstös díszítést viselő másik bölcs tálcán mirhát kínál Jézusnak. A díszítésén az a történet látható, amikor Sába királynője ajándékokkal halmozza el Salamont. A Biblia pauperum ezt összekapcsolta a napkeleti bölcsek újszövetségi látogatásával Máriánál és a kisdednél. Sába és Salamon története alá Mánóah és felesége felajánlásának képét festette Bosch, amelyet korában úgy tekintettek, mint Krisztus születésének megjövendölését. A harmadik bölcs egy gömbölyű szelencét tart tenyerében, amelyben a tömjént hozta. Ez az illatszertároló az Ábnerre vonatkozó ótestamentumi szövegrészt idézi fel, amelyről szintén úgy tartották a 15. században, hogy a napkeleti bölcsek látogatásának egyfajta megelőlegezése.
A gömbön főnix, amely Jézus feltámadását jelzi. A harmadik bölcs fehér ruházatának gallérját és vállát díszítő bogáncslevelek Krisztus szenvedésével és a megváltással kapcsolhatók össze. A fekete apród ruhájának alsó szegélyén az látható, ahogy egy nagy hal elnyel egy kisebbet.
Az Antikrisztus a házacska ajtajában áll, köpenyt visel, amely azonban szinte alig takarja a testét, alatta átlátszó fátyolszerűség. Ördögi természetére utal a padláson rejtőző bagoly, amely a zsákmányául szolgáló elpusztult egeret nézi. Az Antikrisztus mögött álló alakok kiemelik annak gonoszságát. A kép jobb oldalán pásztorok láthatók, akik hagyományosan a zsidók jelenlétére utalnak. A kép hátterében, a bal oldalon egy ház, amelynek hattyús zászlaja és galambdúca jelzi, hogy bordély. A ház felé egy férfi tart, aki szamarat vezet, rajta egy majommal, utalásként a bujaságra. Lejjebb lovaskatonák tartanak egymás felé. Keleti fejdíszük alapján I. Heródes zsidó király katonái, akik a gyermek Jézust keresik, hogy meggyilkolják. A város a háttérben Betlehem, amelynek házai Bosch szárnyaló fantáziáját jelzik.

### Festési technika
Bosch a festés előtt felvázolta a képet ecsettel és valamilyen folyékony anyaggal, ebből tudható, hogy később végzett néhány módosítást egyes elemek helyzetén és kontúrján. Általánosságban elmondható, hogy Bosch hosszú, vékony, finom ecsetvonásokkal vitte fel a kompozíció fő alakjait, rövidebb mozdulatokat elsősorban a részletek kidolgozásakor használt.

## Szent Gergely miséje

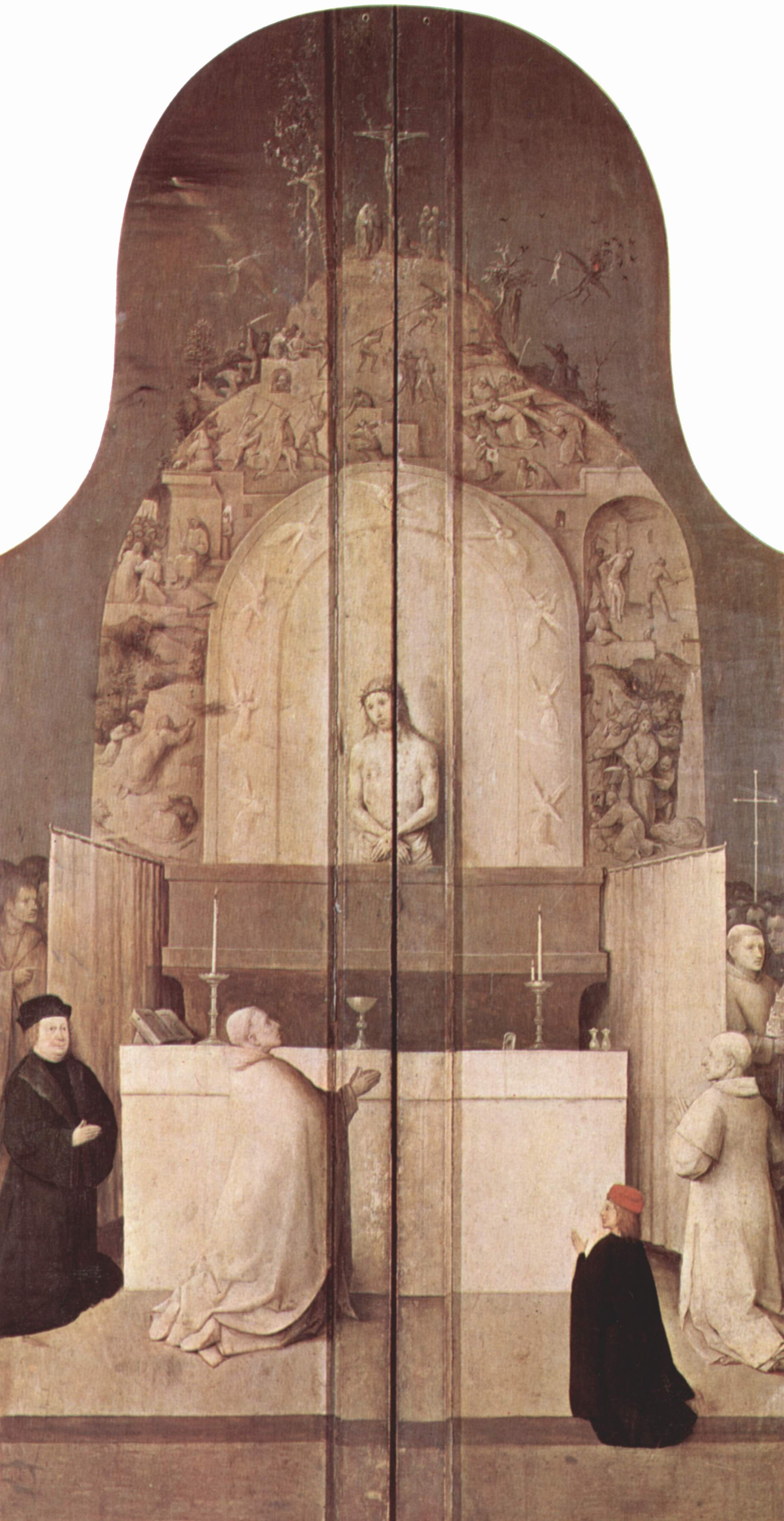
A hátoldal

Amikor az oltár zárt állapotban van, vagyis két szárnyát a központi panel elé hajtják, látható Bosch másik alkotása, a nagyrészt grisaille technikával készült, Szent Gergely miséjét bemutató kép. A történet szerint Gergely az eucharisztia során a szokásoknak megfelelően felszólította a híveket, fogadják be Jézus testét az átadott kenyérrel. Ekkor egy résztvevő nő felnevetett, mondván arról a kenyérről, amelyet ő sütött, nem hiszi el, hogy Jézus teste. Gergely ekkor azért kezdett imádkozni, hogy az Úr küldjön jelet, ami megtörtént, mert a nő egyik ujja vérezni kezdett. Az eucharisztiát már a belső kép megelőlegezi a padláson látható búzakalászokkal.
A képen Szent Gergely a templomi oltár előtt imádkozik, amelyet Bosch a passió hét képével díszített. A képek ívben veszik körül az oltárt, a csúcson Jézus megfeszítése látható. Jézust és a jó latort már felszegezték, a rossz lator keresztjének felállítására vár. A közelben Júdás holtteste látható, ahogy egy faágról lóg, lelkét démonok viszik. Az alsó sorban balról Jézus szenvedése a Gecsemáné kertjében, jobbról Krisztus letartóztatása látható. Föléjük Krisztus Pilátus előtti megjelenését és a megkorbácsolását festette a mester, míg a felettük lévő képpár a töviskoszorú felhelyezését és a Kálvária-dombra vezető utat ábrázolja. Az oltár közepén a feltámadt Jézus látható, körülötte kilenc angyallal.
Az előtérben Szent Gergely és két másik donor látható, ahogy imádkoznak. Őket szokatlan módon  paraván választja el a kép két szélén gyülekező sokaságtól. A vizsgálatok kimutatták, hogy Bosch utólag, a már elkészült alakokra festette rá a drapériákat.